# Aniulus bollmani
Aniulus bollmani är en mångfotingart som beskrevs av Ottis Robert Causey 1952. Aniulus bollmani ingår i släktet Aniulus och familjen Parajulidae. Inga underarter finns listade i Catalogue of Life.